# Санько, Елена Дмитриевна
Елена Дмитриевна Санько (до 1945 года — Москаленко; 14 апреля 1922, Москва — 31 декабря 1984, Москва) — советская актриса театра и кино.

## Биография
Родилась в 1922 году в Москве в семье слесаря приехавшей из Рязанской губернии, урождённая Маркелова.
В 1940 году окончив московскую школу № 4 работала чертёжницей, затем делопроизводителем на Московском электромеханическом заводе им. Ильича. В октябре 1941 года вышла замуж за офицера Красной армии Леонида Москаленко и уехала вместе с ним в Уфу, к месту его службы. В марте 1942 года их брак распался.
Участница Великой Отечественной войны — в ноябре 1942 года в возрасте 19 лет добровольцем вступила в Красную армию, старшина, заведующая делопроизводством особого отделения штаба 3-й артиллерийской дивизии прорыва РГК. На войне встретила новую любовь — командир дивизии Иван Санько сделал ей предложение в ночь на 1 января 1943 года. Свою первую дочь супруги решили назвать в честь своей первой новогодней ёлки — «Ёла».
Награждена орденом Красной Звезды (1944) и медалями «За боевые заслуги» (1943), «За осовобождение Праги», «За победу над Германией».
После войны в 1949 году окончила театральную студию при Тбилисском русском драматическом театре имени А. С. Грибоедова.
Получила предложение поступить на службу в театр, но из-за перевода мужа-военного в ГСВГ была вынуждена отказаться, но приехав по месту службы мужа в город Ратенов руководила художественной самодеятельностью гарнизонного Дома офицеров ГСВГ, выступая как актриса и режиссёр спектаклей.
По возвращении в Москву — в 1954—1959 годах — актриса Центрального театра Советской армии в Москве. Начала сниматься в кино, в 1956 году дебютировала в фильме «Полюшко-поле», где снялась вместе с двумя своими дочерьми, в советско-югославском фильме «Олеко Дундич» (1956) сыграла роль жены полковника Туманова, в фильме-опере «Хованщина» (1959).
Была представлена к званию «Заслуженная артистка РСФСР», но документы были отозваны из-за её вынужденного увольнения из театра — в 1959 году муж получил назначение в СГВ в Польшу и поехала вместе с ним на его место службы.
Снова вернувшись в Москву на работу в театр уже не смогла устроиться, в 1960—1980-х годах работала в кино, сыграв эпизодически роли в более 25 фильмах многих киностудий СССР.
Умерла 31 декабря 1984 года в Москве, похоронена на Хованском кладбище.

## Семья
Первый муж — Леонид Иванович Москаленко (1922—?) — офицер Советской армии (в браке с октября 1941 года по март 1942 года).
Второй муж — Иван Федосеевич Санько (1903—1985) — советский военачальник, генерал-полковник артиллерии, Герой Советского Союза.
В браке родились три дочери, две стали известными актрисами:
- Ёла (род. 1947) — так же как мать актриса Театра Российской армии, активно снимается в кино. Была женой артиста Яна Арлазорова[4].
  - внучка — Алёна Санько, адвокат
- Наталия (род. 1952) — также актриса, на 2023 года продолжает сниматься в кино, сыграла в более 40 фильмах, в эпизодических ролях, например в фильмах «Джентльмены удачи» и «Бумер-2». Вместе с мужем, актёром Юрием Шлыковым, ведёт актёрскую мастерскую в Театральном институте имени Щукина.
  - внучка — Анна Шлыкова, учитель. Замужем, у супругов трое детей.
  - внучка — Ксения Шлыкова, медицинская сестра, замужем за медиком у супругов двое детей.
- Средняя дочь — Татьяна (1950—1976), в 6 лет снялась с матерью в фильме «Полюшко-поле», но по актёрской стезе не пошла, окончила МГИМО, умерла в молодости от инфекции.
- внучка - Александра Буянова (род. 1994) - тренер, психолог, телесный терапевт.
- внук - Александр Буянов (род. 2003)
- внучка - Анна Буянова (род. 2020)
- внучка - Анастасия Буянова (род. 2025)

## Фильмография
- 1956 — Полюшко-поле — Лукерья Коврова, бригадир
- 1958 — Дело «пёстрых» — диспетчер таксопарка
- 1958 — Олеко Дундич / Aleksa Dundić (СССР, Югославия) — Надежда Ивановна, жена полковника Туманова
- 1959 — Хованщина — стрелецкая жена
- 1963 — Это случилось в милиции — работница справочной
- 1965 — Мы, русский народ — Марья
- 1969 — Повесть о чекисте — фрау Беккер, жена немецкого капитана
- 1973 — Тихоня — продавщица игрушек
- 1974 — Осенние грозы — эпизод
- 1975 — Что человеку надо — Лида
- 1976 — Дневной поезд — тётя Тоня
- 1976 — Рождённая революцией — жена Суркова
- 1977 — Есть идея! — фрейлина, она же «ведьма в облаках»
- 1977 — Семья Зацепиных — тетя Маша, мать Юрки
- 1977 — Хочу быть министром — Анна Ефимовна
- 1978 — Молодость с нами — Лиля Борисовна, секретарь Колосова
- 1979 — На таёжных ветрах — эпизод
- 1981 — Прощание — директор школы, занимается эвакуацией детей
- 1981 — Твой брат Валентин (к/м) — мать мальчиков
- 1982 — 4:0 в пользу Танечки — Варвара Дмитриевна, бабушка Танечки
- 1982 — Не могу сказать «Прощай» — соседка Сергея
- 1984 — Неизвестный солдат — работница почты